# Стела Куттамувы

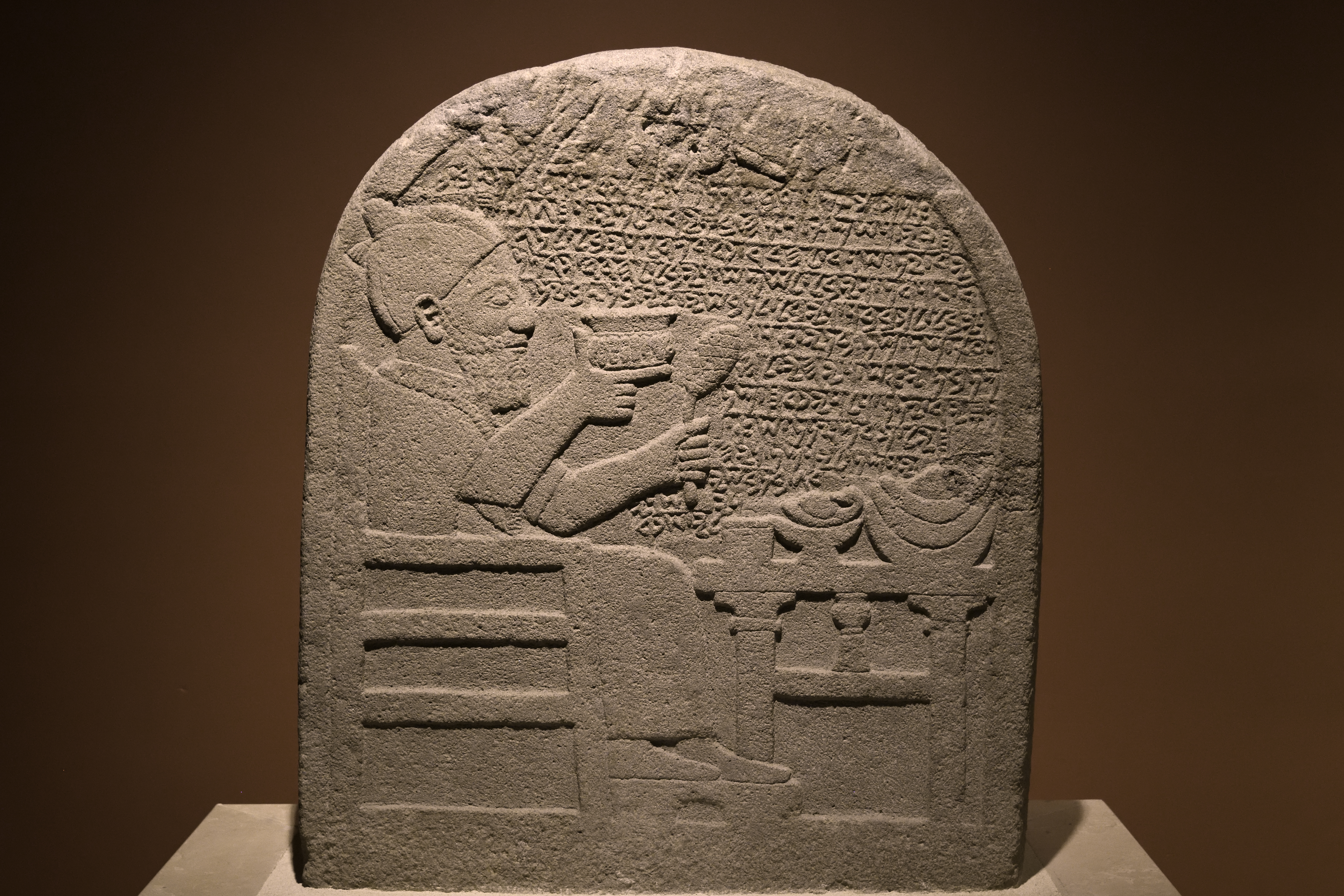
Стела Куттамува

Стела Куттамувы — надгробная базальтовая стела из Киликии с надписью на арамейском языке, датируемой VIII веком до н.э. Обнаружение стелы в 2008 году стало важным событием в ближневосточной археологии.

## Стела и её обнаружение
Стела весом около 350 кг размерами 100 см на 60 см была найдена в окрестностях Зенджирли (южная Турция) в секторе 5 при раскопках в северном нижнем районе городища. Её обнаружили Вирджиния Риммер и Бенджамен Томас, аспиранты Чикагского университета, во время третьего сезона раскопок экспедиции Ньюбауэра, организованной чикагским Институтом Востока. 
Данную стелу заказал для своей усыпальницы Куттамува, который в VIII веке до н. э. был крупным сановником Самаля. Его господин, царь Панамува, хорошо известен историкам по целому ряду древних надписей. Стела выполнена ещё при жизни Куттамувы и установлена после его смерти.
В надписи рассказывается о погребальном пире в честь Каттамувы. В последних строках описан поминальный обряд. Фраза ויהרג. בנבשי‎ «и заколет перед душой моей» в строках 10-11 предполагает, что овцу для поминальной трапезы следовало заколоть перед стелой и плечо жертвенного животного (символ силы) следовало положить перед стелой для самого Куттамувы — וישוי. לי. שק‎ «и возложит для меня плечо», строки 12-13. Особое внимание специалистов привлекла фраза לנבשי. זי. בנצב. זנ‎ «для души моей, которая в стеле сей» в строке 5, на основании которой делается вывод, что тело Куттамувы было кремировано, а душа его, по поверьям того времени, перешла в данную стелу. 
Надпись на стеле привлекла внимание учёных как один из первых известных науке документов, в которых говорится о душе как о чём-то отдельном от тела. Кремация характерна для индоевропейских культур и обычно не встречается среди семитов. Археологическая культура Зенджирли важна для изучения взаимодействия индоевропейских и семитских культур в железном веке.

## Транслитерация надписи и перевод
Перевод текста предварительный и неофициальный. Точками указаны словоразделители.
| Стр. | Транслитерация                            | Перевод                                                                |
| ---- | ----------------------------------------- | ---------------------------------------------------------------------- |
| 1    | אנך. כתמו. עבד. פנמו. זי. קנת. לי. נצב. ב‎ | Я, Куттамува, слуга Панамувы, который сделал для себя стелу (эту) при  |
| 2    | חיי. ושמת. ותה. בסיר. עלמי. וחגגת. ס‎      | жизни моей. И поставил я её в комнате вечности моей. И посвятил я ком- |
| 3    | יר. זנ. שור. להדד. קרפדל. ויבל. לנג‎       | нату эту: тельца для Хадада QRPDL, и овна для NG-                      |
| 4    | ד. צורנ. ויבל. לשמש. ויבל. להדד. כרמנ.‎    | D ŞWRN. И овна для Шамаша. И овна для Хадада Виноградников.            |
| 5    | ויבל. לכבבו. ויבל. לנבשי. זי. בנצב. זנ.‎   | И овна для KBBW. И овна для души моей, которая в стеле сей.            |
| 6    | ועת. מנ. מנ. בני. או.‎                     | И теперь, (когда) кто-нибудь из сынов моих или                         |
| 7    | מנ בני אש. ויהי. לה.‎                      | из сынов чьих-нибудь, и доведётся быть ему                             |
| 8    | נסיר. זננ. ולו יקח. מנ‎                    | в комнате этой. И если возьмёт от                                      |
| 9    | חיל. כרמ. זננ. שא.‎                        | лучшего (из) плодов этих овец                                          |
| 10   | יומנ. ליומנ. ויה‎                          | день за днём, и зако-                                                  |
| 11   | רג. בנבשי.‎                                | лет перед душой моей,                                                  |
| 12   | וישוי‎                                     | то (пусть) положит                                                     |
| 13   | לי. שק‎                                    | для меня плечо (жертвы).                                               |

## Анализ языка
Надпись содержит 13 строк, 202 знака и 52 словоразделителя. Она выполнена вариантом финикийского алфавита. Язык стелы относят к одному из диалектов западно-семитских языков, хотя сам Куттамува и царь Панамува носят лувийские (индо-европейские) имена. Диалект нельзя назвать чисто самальским, потому что мн. число передаётся буквой нун, как в арамейском языке, но многие другие особенности текста приближают его к самальскому наречию. Определённый артикль никак не представлен. Деннис Парди считает, что данный диалект располагается где-то между самальским и старо-арамейским языком. Он более архаичен, чем арамейский язык, но не такой древний, как самальский. Парди предполагает, что рядом сосуществовали два родственных диалекта: один использовался для царских текстов, который находим в надписях царя Панамувы, а другой применялся более низким классом в обществе, и представлен данной стелой. В более поздних надписях, таких как «БР РКБ», староарамейский язык вытесняет автохтонные диалекты, распространённые до этого в окрестностях Зенджирли.
На презентации SBL Деннис Парди отметил некоторые грамматические особенности текста. Это относительное местоимение и זי‎ и указательное местоимение זננ‎ (орфография с двумя буквами нун не характерна для таких древних текстов). Не совсем ясно значение слова סיר‎ или סיד‎. По выражению בסיר. עלמי‎ предполагают перевод «в комнате вечности моей». В строках 3-5 упоминаются известные божества Хадад и Шамаш, но также ряд неизвестных имён. В строке 2 употребляется слово ותה‎ — показатель вин. падежа с местоимением 3 лица — «её», то есть стелу. Орфография ות‎ применяется в диалектах Зенджирли и соответствует финикийскому варианту אית‎, арамейскому ית‎, еврейскому את‎.
В строке 6 встречается фраза מנ. מנ. בני‎ «кто-нибудь из сынов моих». Здесь первый раз מנ‎ обозначает, по-видимому, неопределённое местоимение, подобное аккадскому mannu, а второй מנ‎ уже является общесемитским предлогом «из, от». Аналогичная фраза имеется в надписи царя Панамувы на колоссальной статуе бога Хадада.
Одна из проблем прочтения надписи в том, что буквы ד (далет) и ר (реш) трудно различать, разве что по контексту. Буква ח имеет определённые графические особенности. В строках 7 и 8 словоразделители иногда отсутствуют.